# Open de Tenis Ciudad de Pozoblanco 2024
L'Open de Tenis Ciudad de Pozoblanco 2024 è stato un torneo maschile di tennis professionistico. È stata la 22ª edizione del torneo, facente parte della categoria Challenger 50 nell'ambito dell'ATP Challenger Tour 2024, con un montepremi di 36 000 €. Si è giocato dal 15 al 21 luglio 2024 sui campi in cemento del Club Tenis Pozoblanco di Pozoblanco, in Spagna.

## Partecipanti

### Teste di serie
| Nazionalità | Giocatore              | Ranking* | Testa di serie |
| ----------- | ---------------------- | -------- | -------------- |
| Francia     | Antoine Escoffier      | 211      | 1              |
|             | Jahor Herasimaŭ        | 267      | 2              |
| Danimarca   | August Holmgren        | 291      | 3              |
| Francia     | Robin Bertrand         | 303      | 4              |
| Ucraina     | Vadym Ursu             | 339      | 5              |
| Spagna      | Alberto Barroso Campos | 345      | 6              |
| Francia     | Alexis Gautier         | 346      | 7              |
| Cina        | Cui Jie                | 350      | 8              |

* Ranking al 1º luglio 2024.

### Altri partecipanti
I seguenti giocatori hanno ricevuto una wild card per il tabellone principale:
- Nicolás Álvarez Varona
- Miguel Cejudo
- Alejandro López Escribano

Il seguente giocatore è entrato in tabellone con il ranking protetto:
- Arthur Reymond

I seguenti giocatori sono passati dalle qualificazioni:
- Benjamín Winter López
- Fabrizio Andaloro
- Iván Marrero Curbelo
- Peter Buldorini
- Alexander Donski
- Albert Pedrico Kravtsov

## Punti e montepremi
| Torneo    | Torneo              | V     | F     | SF    | QF    | 2T  | 1T  | Q | Q2  | Q1  |
| Singolare | Punti               | 50    | 25    | 14    | 8     | 4   | 0   | 3 | 1   | 0   |
| Singolare | Premi in denaro (€) | 4 910 | 2 950 | 1 735 | 1 000 | 600 | 360 | – | 180 | 110 |
| Doppio    | Punti               | 50    | 25    | 14    | 8     | –   | 0   | – | –   | –   |
| Doppio    | Premi in denaro (€) | 1 900 | 1 110 | 670   | 390   | –   | 225 | – | –   | –   |

## Campioni

### Singolare
August Holmgren ha sconfitto in finale  Antoine Escoffier con il punteggio di 3–6, 6–3, 6–4.

### Doppio
Dan Added /  Arthur Reymond hanno sconfitto in finale  Liam Hignett /  James MacKinlay con il punteggio di 6–2, 6–4.